# 皮热
皮热（法語：Puget，法語發音：[pyʒɛ]）是法国普罗旺斯-阿尔卑斯-蓝色海岸大区沃克吕兹省的一个市镇，属于阿普特区。

## 地理
皮热（43°45'18"N, 5°16'9"E）面积17.9 平方千米，位于法国普罗旺斯-阿尔卑斯-蓝色海岸大区沃克吕兹省，该省份为法国东南部内陆省份，北起德龙省，西北接阿尔代什省，西接加尔省，南至罗讷河口省，东南角与瓦尔省接壤，东临上普罗旺斯阿尔卑斯省。
与皮热接壤的市镇（或旧市镇、城区）包括：沙勒瓦勒、马勒莫尔、拉罗克当泰龙、拉科斯特、洛里斯、梅内尔布、梅兰多勒。

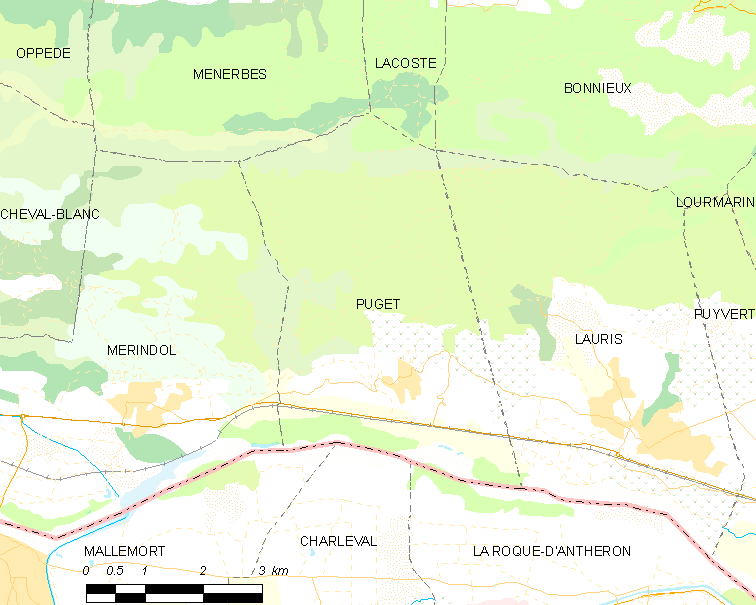
皮热的OSM定位图

皮热的时区为UTC+01:00、UTC+02:00（夏令时）。

## 行政
皮热的邮政编码为84360，INSEE市镇编码为84093。

## 政治
皮热所属的省级选区为舍瓦勒布朗县。

## 人口

1962-2008年间皮热人口变化图示

皮热于2022年1月1日时的人口数量为881人。